# Lac de Fetzara
Le lac de Fetzara (Fezzara) est un lac algérien qui se trouve à quinze kilomètres au sud-ouest de la ville d'Annaba.
Il recueille les eaux d'un bassin versant de 520 kilomètres carrés. Y débouchent l'Oued Mellah, l'Oued El Hout, l'Oued Zied.
Le lac a été reconnu site Ramsar le 4 juin 2003.

## Description
Le lac Fetzara s’allonge sur 17 kilomètres d’Est en Ouest de la ville d’Annaba à l’extrême Est de l’Algérie et sur 13 kilomètres dans sa partie la plus large. Le plan d’eau libre, dont l’eau douce est relativement temporaire selon l’intensité de la saison des pluies dont il dépend presque exclusivement, est généralement d’une  étendue de plus de 5 800 hectares, auxquelles se rajoutent 4 000 hectares de terres inondables en saison hivernale constituant ainsi de vastes prairies humides. Cette zone humide, sur le plan ornithologique, était au début du XXe siècle le site de nidification et d’hivernage le plus important de l’Est, après des travaux d’assèchement effectués durant l’époque coloniale, le lac s’est asséché durant de longues années et, de ce fait, a perdu ses qualités de site de nidification le plus important notamment pour la nidification de 12 espèces d’Anatidés, dont accidentellement, l’oie cendrée.

## Caractéristiques physiques

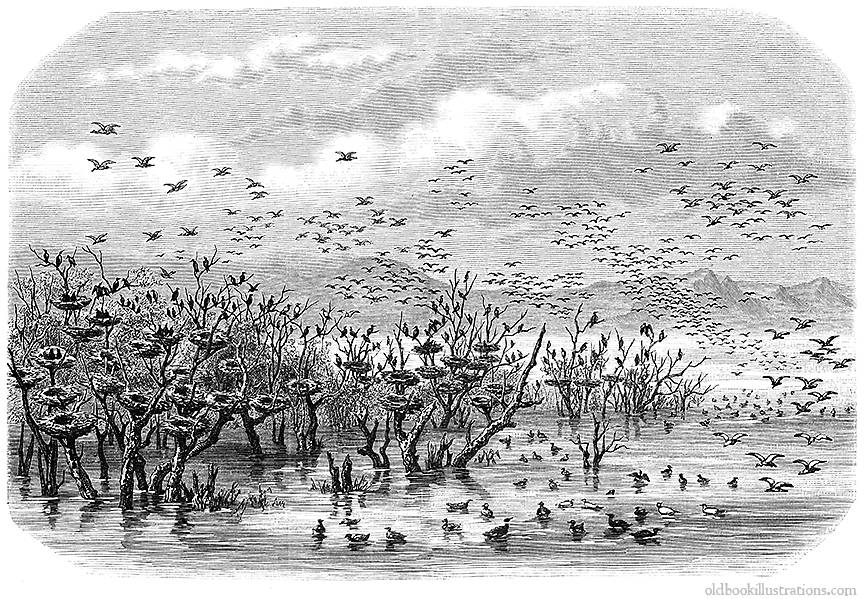

### Géologie
Les terrains bas constituant la majorité de la zone humide se sont formés durant l’Holocène. Les alluvions se sont formées à l’ouest vers la côte de Skikda et, à l’est, jusqu’à la région côtière de la plaine d’Annaba. Les montagnes, au nord de la zone, sont formées de roches éruptives et métamorphiques du Trias. Ces roches sont des schistes cristallins et  des granites. Les collines, au sud du lac, formées au Miocène, sont constituées de flisch et de grès, et parfois de schistes mélangés aux alluvions. Des affleurements de roches se sont formés dans les montagnes situées au nord du site, clivables, la désagrégation physique y est importante, ceci est à l’origine de la nature sableuse des terrasses.

### Géomorphologie
La topographie du site se divise en quatre ensembles distinct: les montagnes aux alentours atteignant une altitude supérieure à 40 mètres, la terrasse formée au centre du lac atteignant une altitude comprise entre 2 et 40 mètres, la plaine d’Annaba avec une altitude comprise
entre 11 et 20 mètres et enfin les terrains bas dont l’altitude est inférieure à 11 mètres. Il existe également quatre types de sols, peu évolués d’origine non climatique dus à l’érosion, aux colluvions et alluvions, les vertisols, alluvions gonflantes riches en argile que la sécheresse arrive facilement à fissurer ; des sols hydromorphes et des sols helomorphes à salinité élevée.

### Hydrologie
Les eaux du lac Fetzara proviennent des montagnes environnantes, en dehors des nombreuses châabates (ruisseaux) en provenance des massifs environnants, il existe trois principaux oueds : Oued El Hout au sud, Oued Mellah à l’ouest et Oued Zied au nord-est. Les trois sont canalisés, leurs eaux sont normalement évacués par l’Oued Medjouba  qui se déverse au niveau de l’Oued Seybouse qui débouche dans la mer Méditerranée, un peu plus à l’est du site. Ceci est le résultat de la tentative avortée d’assèchement effectuée par les colonisateurs dans le cadre d’un programme d’envergure ayant touché la majorité des grandes zones humides du pays. Ces « aménagements », dont les effets perdurent aujourd’hui encore, font que le lac s’assèche régulièrement en saison estivale, les eaux de l’Oued El Hout continuant seules à alimenter le site.La partie la plus profonde du lac est formée par sédimentation à une altitude d’environ 10 mètres. Durant la saison pluvieuse, l’eau remonte jusqu’à la côte 12 mètres environ, soit à 2 mètres du niveau du centre du lac. Cet aspect temporaire, la succession de périodes d’assèchement et de mise en eau rend particulièrement intéressant le lac au vu de la minéralisation renouvelée à chaque saison, ce qui crée un milieu extrêmement favorable pour l’alimentation des oiseaux hivernants et notamment les Anatidés de surface et les foulques.

### Bassin versant
La superficie du bassin versant du lac, y compris les oueds  et les châabets (ruisseaux) représente 515 km2, au sud, le bassin versant dont la ligne de partage des eaux se situe entre 300 et 400 mètres d’altitude est relativement vaste et onduleux avec une légère pente en direction du lac. Au nord, la ligne de partage des eaux se situe à une hauteur d’environ 100 mètres avec une pente raide, mis à part les versants de l’Oued Zied constitués de montagnes dont la hauteur s’élève à plus de 100 mètres. La  ligne de partage des eaux des parties ouest et est se situe entre 20 et 3 mètres, le débit d’écoulement est estimé à 210 mm par jour en moyenne.ant du lac, y compris les oueds  et les châabets (ruisseaux) représente 515 km2, au sud, le bassin versant dont la ligne de partage des eaux se situe entre 300 et 400 mètres d’altitude est relativement vaste et onduleux avec une légère pente en direction du lac. Au Nord, la ligne de partage des eaux se situe à une hauteur d’environ 100 mètres avec une pente raide, mis à part les versants de l’Oued Zied constitués de montagnes dont la hauteur s’élève à plus de 100 mètres. La  ligne de partage des eaux des parties ouest et est se situe entre 20 et 3 mètres, le débit d’écoulement est estimé à 210 mm par jour en moyenne.

### Climat
De type méditerranéen, tempéré et caractérisé par une saison humide douce et un été chaud et sec, la température moyenne est de 11 °C en hiver et 25 °C en été. La pluviométrie se situe entre 600 et 700 mm par an, dont 80 % sont concentrés durant la saison pluvieuse entre les mois d’octobre à mars. L’humidité moyenne mensuelle est de 68 % à 75 %. L’évaporation totale annuelle s’élève à 1 376 mm, l’évaporation mensuelle est supérieure à la pluviométrie mensuelle durant les mois de mars et octobre. Les vents, en période hivernale, sont de nord-est et nord-ouest, alors qu’en été, ils sont généralement de nord-est. Le Sirocco souffle environ 18 jours par an.